# Famille Medini
 (août 2024).
Pour les articles homonymes, voir Medini.
La famille Medini est une famille patricienne de Venise. 

## Historique
Pendant des siècles dans l'Ordre des Secrétaires de la Chancellerie, quand en 1653, elle passe dans l'ordre des nobles à l'occasion de la guerre de Candie.

## Armes

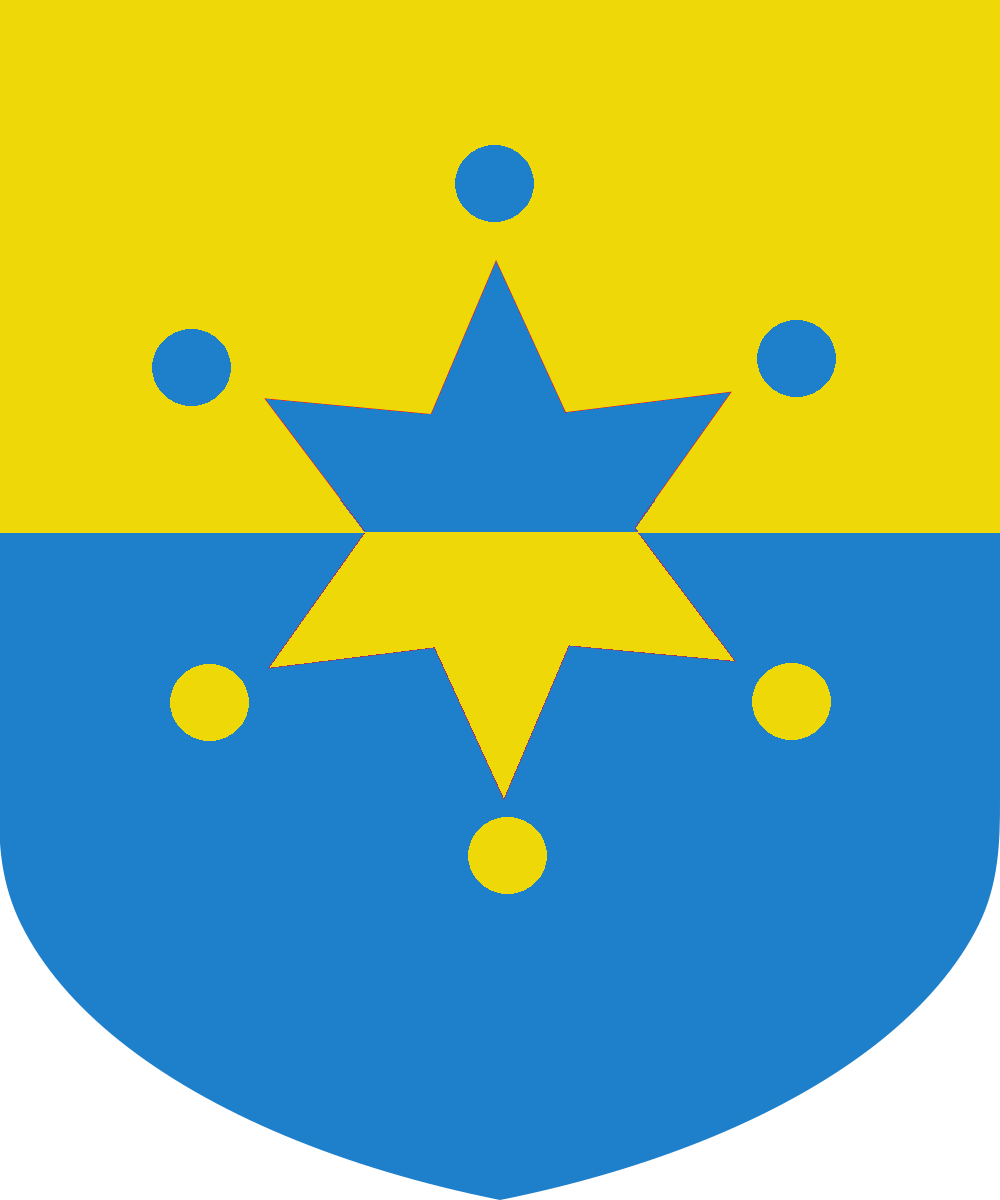
armes des Medici (Venise)

Les armes des Medini se blasonnent ainsi coupées d'or et d'azur avec une grande étoile de l'un dans l'autre, aux pointes des rayons de laquelle touchent six boules de même couleur.